# Aleksandr Swiesznikow
Aleksandr Wasiljewicz Swiesznikow (ros. Александр Васильевич Свешников; ur. 30 sierpnia?/11 września 1890 w Kołomnie, zm. 3 stycznia 1980 w Moskwie) – radziecki dyrygent, chórmistrz i pedagog; Ludowy Artysta ZSRR, Bohater Pracy Socjalistycznej.

## Życiorys
W 1913 ukończył szkołę muzyczno-dramatyczną Moskiewskiego Towarzystwa Filharmonicznego, uczył się też w ludowym konserwatorium w Miskwie. W latach 1921–1923 kierował kapelą chóralną w Połtawie, był też kierownikiem chóru cerkiewnego w Moskwie. W 1928 został kierownikiem chóru Wszechzwiązkowego Radiokomitetu, którym był do 1963, jednocześnie 1936–1937 kierował Państwowym Chórem ZSRR, a 1937–1941 kapelą chóralną w Leningradzie. W 1941 zorganizował Państwowy Chór Rosyjskiej Pensji (późniejszy Państwowy Rosyjski Chór Akademicki) w Moskwie, którym kierował do końca życia. Od 1944 wykładał w moskiewskim konserwatorium, którego w 1946 został profesorem, a w 1948 dyrektorem. W 1944 zorganizował Moskiewską Szkołę Chóralną, którym uczyły się 7-letnie i 8-letnie dzieci. 24 grudnia 1956 otrzymał tytuł Ludowego Artysty ZSRR. Był organizatorem i do 1964 przewodniczącym Wszechrosyjskiego Towarzystwa Chóralnego, a także członkiem jury Międzynarodowego Konkursu im. P. Czajkowskiego (1966, 1970 i 1974). Napisał wiele publikacji o sztuce muzycznej.

## Odznaczenia i nagrody
- Medal „Sierp i Młot” Bohatera Pracy Socjalistycznej (11 września 1970)
- Order Lenina (trzykrotnie, 29 lipca 1960, 14 października 1966 i 11 września 1970)
- Order Czerwonego Sztandaru Pracy (dwukrotnie, 1 czerwca 1940 i 24 listopada 1950)
- Nagroda Stalinowska (1946)
- Nagroda Państwowa RFSRR im. M. Glinki (1967)

I medale.